# Zlatko Tomčić
Zlatko Tomčić (Zágráb, 1945. július 10.) horvát építőmérnök és politikus, aki 1994 és 2005 között a Horvát Parasztpárt elnöke, 2000 és 2003 között a horvát parlament elnöke, a horvát parlament képviselője, 2000 februárjában pedig Horvátország megbízott elnöke volt.

## Élete és pályafutása
A Belgrádi Egyetem Építőmérnöki Karán szerzett diplomát. 1994-ben lett a Horvát Parasztpárt (HSS) elnöke, miközben építési és környezetvédelmi miniszterként dolgozott Nikica Valentić (Horvát Demokratikus Közösség) kabinetjében. Az irányítása alatti parasztpárt vezette azt a koalíciót, amely az 1995-ös választáson második lett, és 18 mandátumot szerzett, ebből 10 lett a HSS tagjaié, köztük Tomčićé.
A 2000-es választásokon a HSS vezette koalíció a harmadik helyen végzett, 25 mandátumot szerzett, ebből 17-et szerzett a HSS. A koalíció pártjai a választások győzteseivel (SDP-HSLS koalíció) alakítottak kormányt, és Tomčić lett a parlament elnöke.  2000. február 2-án iktatták be hivatalába. A parlament elnökeként rövid ideig Horvátország megbízott elnöke tisztségét is betöltötte, mivel a poszt Franjo Tuđman köztársasági elnök 1999. decemberi halála miatt a tisztség 2000. februárjáig betöltetlen volt.
Tomčić 2003 decemberéig maradt a parlament elnöke, ekkor az új választásokat követően a párt mandátumokat vesztett és ellenzékbe került. Tomčić azonban megtartotta képviselői helyét a parlamentben. 2005-ben a parlamentben a HSS tíztagú frakciója kettészakadt. Az egyik csoport Tomčićot támogatta, míg a másik ragaszkodott a vezetőváltáshoz. A 2005. decemberi pártválasztáson Josip Friščić volt Tomčić ellenfele, akitől vereséget szenvedett. A vereség után lemondott parlamenti mandátumáról és elhagyta a politikát. 2011-től Tomčić egy kis építési iroda vezérigazgatói posztját tölti be.

## Fordítás
Ez a szócikk részben vagy egészben  a   Zlatko Tomčić című angol Wikipédia-szócikk ezen változatának fordításán alapul.  Az eredeti cikk szerkesztőit annak laptörténete sorolja fel. Ez a jelzés csupán a megfogalmazás eredetét és a szerzői jogokat jelzi, nem szolgál a cikkben szereplő információk forrásmegjelöléseként.